# Travers Reservoir
Travers Reservoir är en reservoar i Kanada.   Den ligger i provinsen Alberta, i den södra delen av landet, 2 800 km väster om huvudstaden Ottawa. Travers Reservoir ligger 937 meter över havet.
Trakten runt Travers Reservoir består till största delen av jordbruksmark. Trakten runt Travers Reservoir är nära nog obefolkad, med mindre än två invånare per kvadratkilometer.